# Lenovo Tab M7
Lenovo Tab M7 — планшетний комп'ютер компанії Lenovo початкового рівня, представлений у вересні 2019 року разом з іншим планшетом з цієї лінійки Lenovo Tab M8.
Продажі стартували у жовтні 2019 року.
Планшет орієнтований на використання дітьми, має встановлений дитячий режим та належить до найкращих бюджетних планшетів 2021 року. 
У червні 2021 року був анонсований випуск нового покоління планшету Lenovo Tab M7 (3 gen).

## Зовнішній вигляд
Задня частина корпуса Lenovo Tab M7 виконана з алюмінію. Рамка навколо екрану також алюмінієва. Передня частина планшету виконана зі скла з глянцевим покриттям. 76.5% площі передньої панелі займає екран. 
Lenovo Tab M7 представлений у 3 кольорах корпусу — чорний (Onyx Black), платиновий (Platinum Grey) та сірий (Iron Grey). Lenovo Tab M7 (3 gen) продається лишу у сірому кольорі (Iron Grey). 

## Апаратне забезпечення
Процесори пристроїв відрізняються в залежності від покоління планшету та від моделі:
- Lenovo Tab M7 має чотириядерний процесор Mediatek MT8321 (модель WiFi) та Mediatek MT8765B (модель LTE) з частотою 1,3 ГГц[4].
- Lenovo Tab M7 (3 gen) працює на восьми ядерному процесорі Mediatek MT8166 (модель WiFi) та Mediatek MT8766 (модель LTE)  з частотою 2,0 ГГц[5].

Графічне ядро - Mali-400.
Внутрішня пам'ять Lenovo Tab M7 становить 8 ГБ, 16 ГБ або 32 ГБ. Оперативна пам'ять — 1 ГБ, 1 ГБ або 2 ГБ відповідно.
Lenovo Tab M7 (3 gen) має внутрішню пам'ять 32 ГБ та оперативну пам'ять 2 ГБ.
Пам'ять можна розширити завдяки microSD карті пам'яті.
Планшет має незнімний Li-Pol акумулятор у Lenovo Tab M7 місткістю 3590 мА·год, у Lenovo Tab M7 (3 gen) — 3750 мА·год.

## Програмне забезпечення
Операційна система залежить від покоління планшету: у Lenovo Tab M7 — Android 9 (Pie), в Lenovo Tab M7 (3 gen) вже Android 11 (Go Edition).
Підтримує такі стандарти зв'язку: 2G GSM, 3G WCDMA, 4G LTE (версія LTE).
Бездротові інтерфейси: Lenovo Tab M7 WiFi 802.11 a/b/g/n/, Wi-Fi Direct, точка доступу, Bluetooth 4.2, A2DP, LE;  
у планшета Lenovo Tab M7 (3 gen) WiFi 802.11 a/b/g/n/ac, dual-band, Wi-Fi Direct, точка доступу, Bluetooth 5.0, A2DP, LE 
Планшети підтримують навігаційні системи: GPS, A-GPS, ГЛОНАСС.
Планшет заряджається через microUSB 2.0 роз'єм та мають 3.5 мм роз'єм для підключення навушників і вбудоване FM-радіо. Lenovo Tab M7 (3 gen) додатково обладнаний USB On-The-Go.